# Heinkel He 111
Heinkel He 111 var det tyska Luftwaffes huvudsakliga medeltunga bombflygplan under det andra världskrigets första år och är en av de mest berömda symbolerna för Tyskland under slaget om Storbritannien. Flygplanet som utvecklades ur en konstruktion från mellankrigstiden togs ur främsta linjen 1942 men fortsatte att produceras fram till krigets slut. 
Man använde detta bombplan till tester med startraketer under vingarna för att kunna öka startvikten ca 3 ton. Raketerna  tändes precis i starten och brann i ca 30 sekunder. Testprogrammet genomfördes på Neuhardenberg av piloten Erich Warsitz som senare även var testpilot för de första riktiga jetflygplanen. 
Efter andra världskriget skrotades och förstördes de flesta av de kvarvarande planen och idag finns bara 5 någorlunda bevarade och kompletta plan kvar. Ett av dessa restaureras i Falkenberg.

## Varianter
- He 111 A-0: 10 flygplan byggda baserade på He 111 V3 sålda till Kina.
- He 111 C-0: förseriemodell, sex byggda.
- He 111 B-0: förseriemodell, samma som He 111 A-0, men med DB 600A-motorer.
- He 111 B-1: produktionsmodell som B-0, men med DB 600C-motorer, och defensiv beväpning of tre 7,92 mm MG 15.
- He 111 B-2: som B-1, men med DB 600CG-motorer, och extra kylare på båda sidor om motorgondolerna.
- He 111 D-0: förseriemodell med DB 600Ga-motorer.
- He 111 D-1: produktionsmodell, endast ett fåtal byggda.

### He 111 E
- He 111 E-0: förseriemodell, samma som B-0, men med Jumo 211A-1-motorer.
- He 111 E-1: produktionsmodell med upp till 2 000 kg bomblast.
- He 111 E-3: produktionsmodell.
- He 111 E-4: möjlighet att bära extern bomblast.
- He 111 E-5: utrustad med mer bränsletankar.
- He 111 F-0: förseriemodell samma som E-5, men med enklare vingkonstruktion, och Jumo 211A-3-motorer.
- He 111 F-1: Export modell för Turkiet. Bar bomber av turkisk konstruktion i storlekarna 100, 300, 500 och 1 000 kg,[2] upp till och med 2 340 kg.[3]
- He 111 F-4: produktionsmodell för Luftwaffe.
- He 111 G-0: förseriemodell, transportplan, samma vingkonstruktion som F-0.
- He 111 G-3: prototyp V14, utrustad med BMW 132Dc radialmotorer.
- He 111 G-4: prototyp V16, utrustad med DB 600G-motorer.
- He 111 G-5: Fyra flygplan med DB600Ga-motorer byggda för export till Turkiet.
- He 111 J-0: förserie torpedbombare samma som F-4, men med DB 600CG-motorer.
- He 111 J-1: torpedbombare, 90 byggda, men konverterade till bombplan.
- He 111 L: Alternativ benämning för den civila He 111G-3.

### He 111 P
Med denna modell introducerades den klassiska glasnosen, en enklare vingkonstruktion, bättre buktorn och DB 601Aa motorer
- He 111 P-0: förseriemodell.
- He 111 P-1: produktionsmodell, utrustad med tre 7,92 mm MG 15 som defensiv beväpning.
- He 111 P-2: Ersatte FuG III-radion med FuG 10.
- He 111 P-3: dubbelkommando.
- He 111 P-4: utrustad med extra pansar, 6×MG 15, och två externa bombställ.
- He 111 P-6: utrustad med DB 601N motorer.   
  - He 111 P-6/R2: Konvertering av gamla plan till bogserplan för glidflygplan.

### He 111 H
Då DB 601-motorer användes av jaktplan som Messerschmitt Bf 109 så beslutade man att byta till Jumo 211-motorer.
- He 111 H-0: förseriemodell samma som P-2 men med Jumo 211-motorer.
- He 111 H-1: produktionsmodell.
- He 111 H-2: ökad beväpning.
- He 111 H-3: samma som P-4, men med Jumo 211A-3-motorer.
- He 111 H-4: utrustad med Jumo 211D-motorer, senare Jumo 211F-motorer, och två externa bombställ.
- He 111 H-5: samma som H-4, men med all bomblast internt och ökad bränsle last.
- He 111 H-6: torpedbombare, kunde bära två LT F5b-torpeder externt, utrustad med Jumo 211F-1-motorer, 6×7,92 mm MG 15 och en 20 mm MG/FF.
- He 111 H-8: samma som H-3 eller H-5, men med kabelsaxar.
  - He 111 H-8/R2: Konvertering av H-8 till bogserplan för glidflygplan.
- He 111 H-10: samma som H-6, men med 20 mm MG/FF, och utrustad med Kuto-Nase kabelsaxar.
- He 111 H-11: Slutet ryggtorn och ökad defensiv beväpning och pansar.     
  - He 111 H-11/R1: som H-11, men med två MG 81Z i sidotornen.
  - He 111 H-11/R2: som H-11, men konverterat till bogserplan för glidflygplan.
- He 111 H-12: Modifierad för att bära Hs 293 robotar, utrustad med FuG 203b Kehl-sändare, och utan buktorn.
- He 111 H-14: målmarkerare, utrustad med FuG Samos och FuG 351 Korfu radio.
  - He 111 H-14/R1:bogserplan för glidflygplan.
- He 111 H-15: torpedbombare.
- He 111 H-16: utrustad med Jumo 211F-2 motorer och ökad defensiv beväpning, 13 mm MG 131, två 7,92 mm MG 81Z, och en 20 mm MG/FF .
  - He 111 H-16/R1: som H-16, men med 13 mm MG131 in ryggtorn.
  - He 111 H-16/R2: som H-16, men konverterat till bogserplan för glidflygplan.
  - He 111 H-16/R3: som H-16, modifierad som målmarkerare.
- He 111 H-18: baserad på H-16/R3, målmarkerare för nattbombning.
- He 111 H-20: samma som H-16.  
  - He 111 H-20/R1: Transportplan för 16 fallskärmsjägare.
  - He 111 H-20/R2: Transportplan och bogserplan för glidflygplan.
  - He 111 H-20/R3: Nattbombare.
  - He 111 H-20/R4: bomblast 20×50 kg bomber.
- He 111 H-21: baserad på H-20/R3, men med Jumo 213E-1-motorer.
- He 111 H-22: Modifierade H-6, H-16, och H-21 för att avfyra V-1.
- He 111 H-23: baserad på H-20/R1, men med Jumo 213A-1 motorer.
- He 111 R: höghöjdsbombare, endast projekt.

### He 111 Z  "Zwilling" (Tvilling)
- He 111 Z-1: Två stycken He 111 ihopbyggda med en femte motor emellan de två flygplanen, användes som bogserplan för glidflygplan, som Me 321.
- He 111 Z-2: Långdistansbombplan baserat på Z-1.
- He 111 Z-3: Långdistansspaningsplan baserat på Z-1.